# St. Petri (Soest)

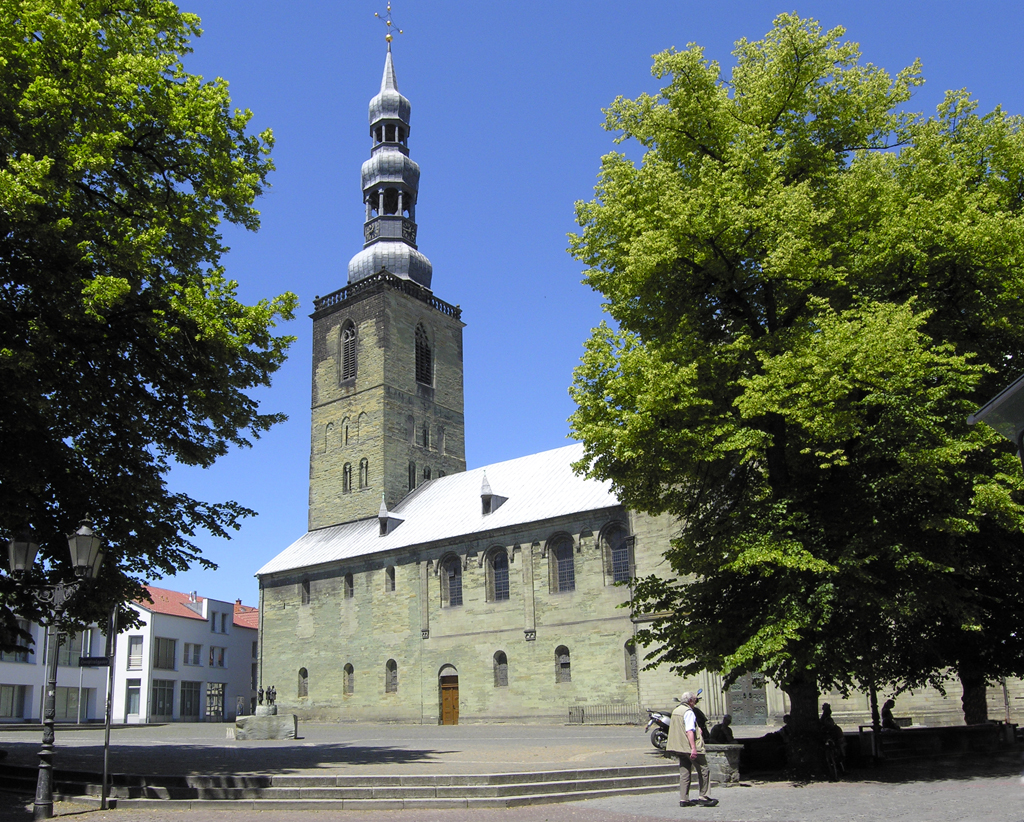
St. Petri in Soest

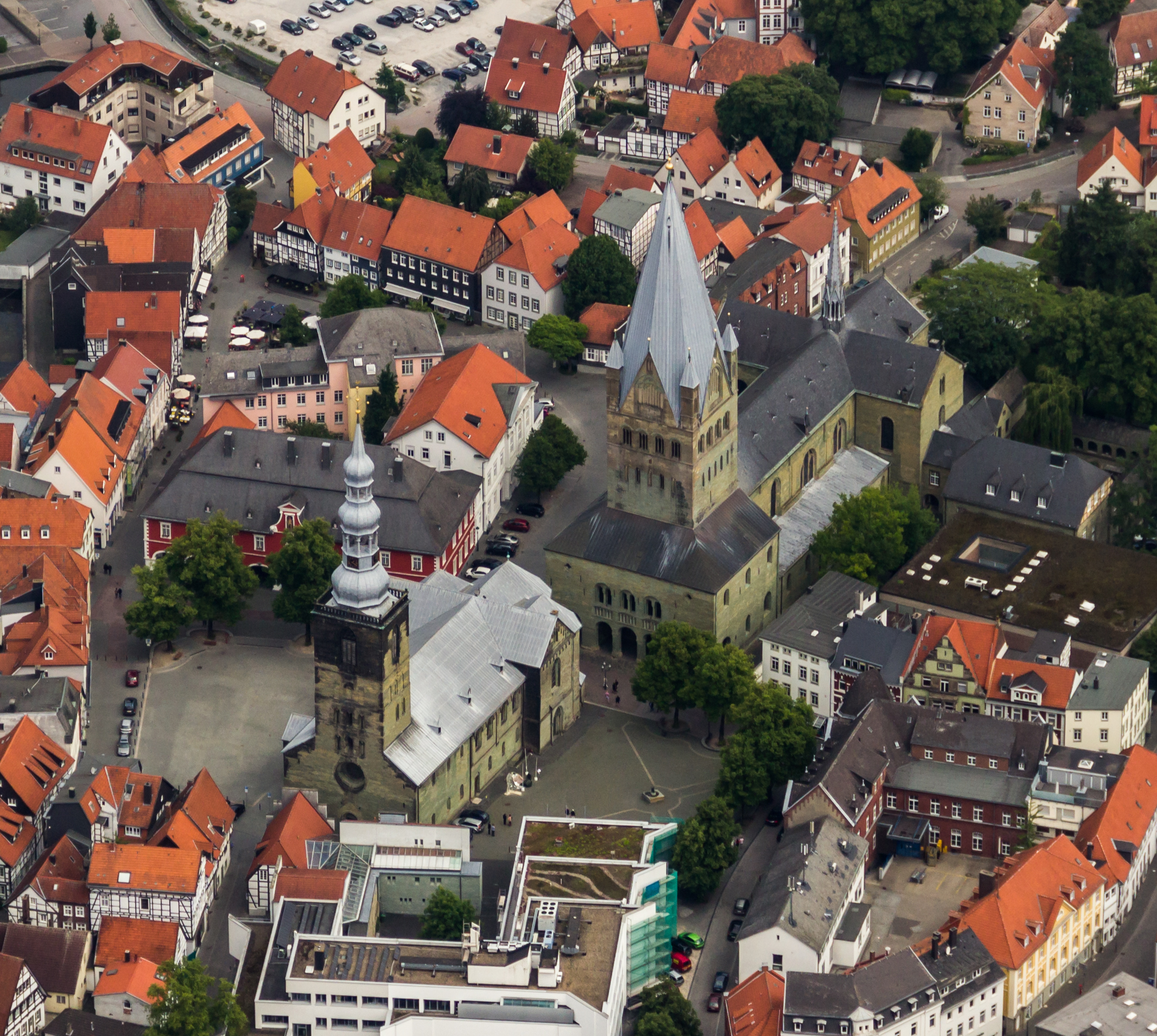
St.-Petri-Kirche und St.-Patrokli-Dom (Luftbild, 2014)

St. Petri (lokal auch als „Alde Kerke“ bekannt) ist die älteste Pfarrkirche in Soest und eine der ältesten Kirchengründungen in Westfalen. Bereits Ende des 8. Jahrhunderts wurde im Zusammenhang der Sachsenmission Karls des Großen an dieser Stelle ein Kirchbau errichtet.
St. Petri ist die Hauptkirche der evangelischen St.-Petri-Pauli-Kirchengemeinde in Soest.

## Geschichte und Architektur

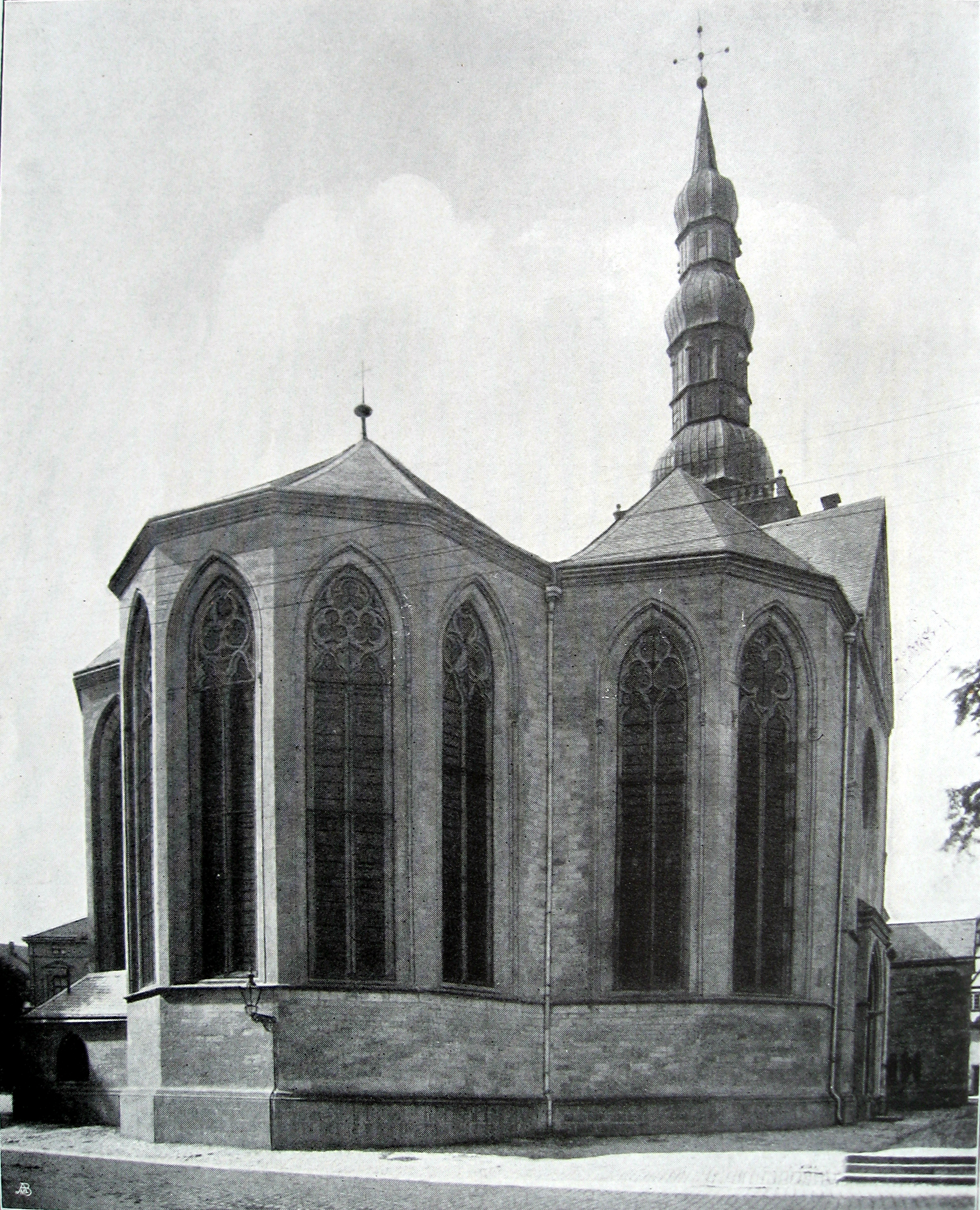
Historische Ansicht von 1905

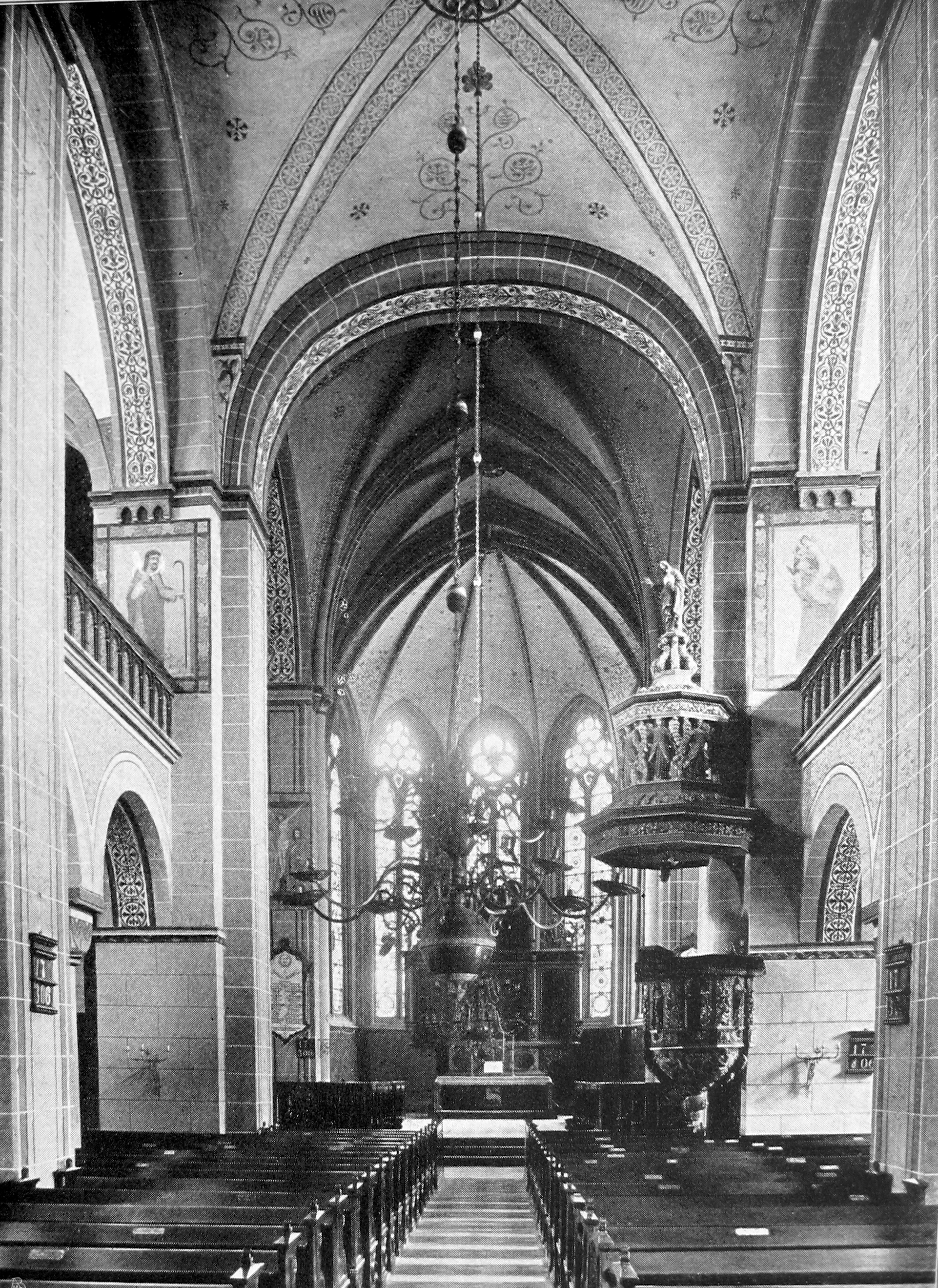
Historische Ansicht von 1905, Blick durch das Schiff auf den Altarbereich

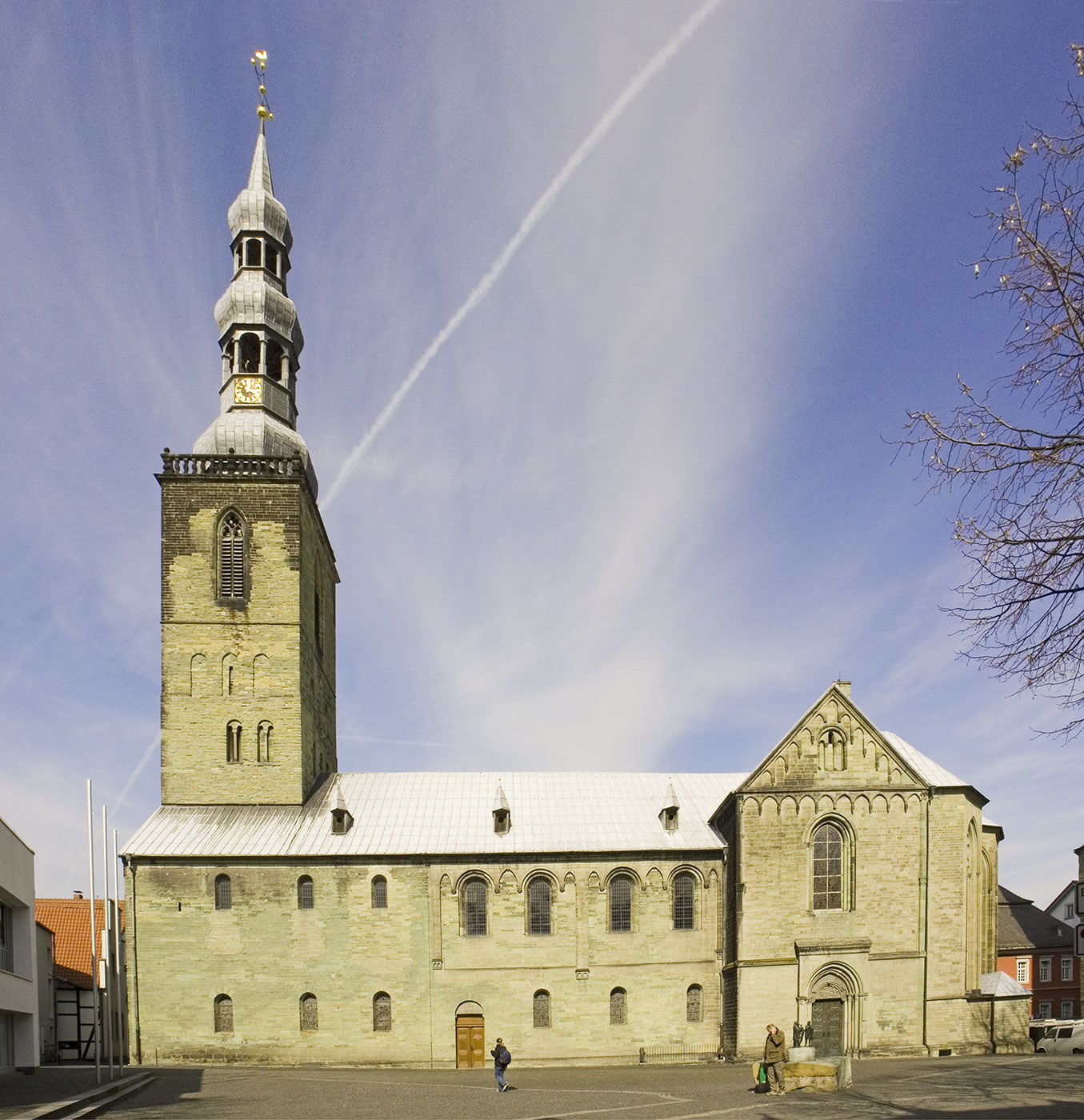
Seitenansicht der Kirche, Zustand 2006

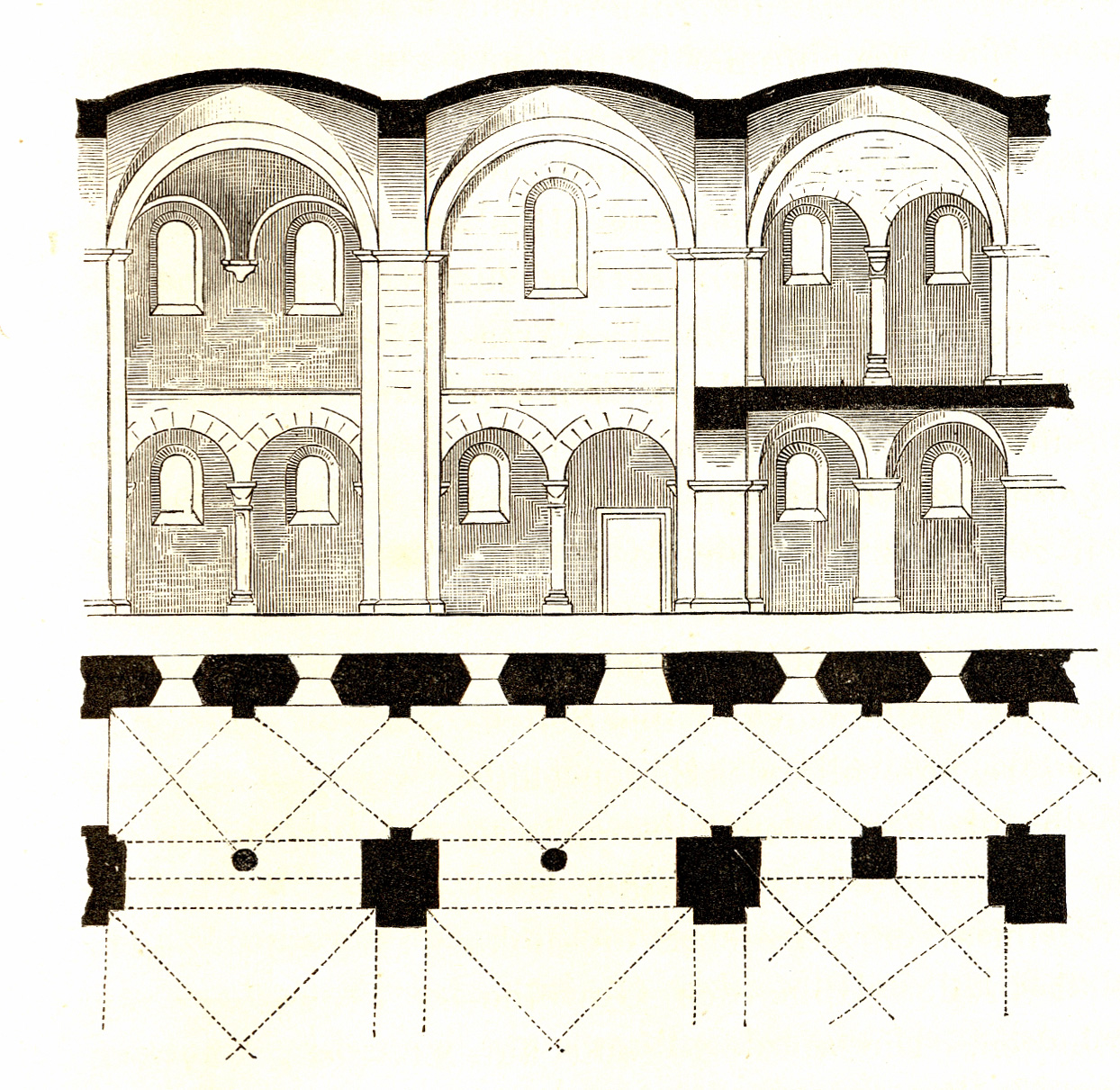
Gewölbesystem, Zeichnung aus dem Jahrbuch der kaiserl. königl. Central-Commission zur Erforschung und Erhaltung der Baudenkmale III, 1859

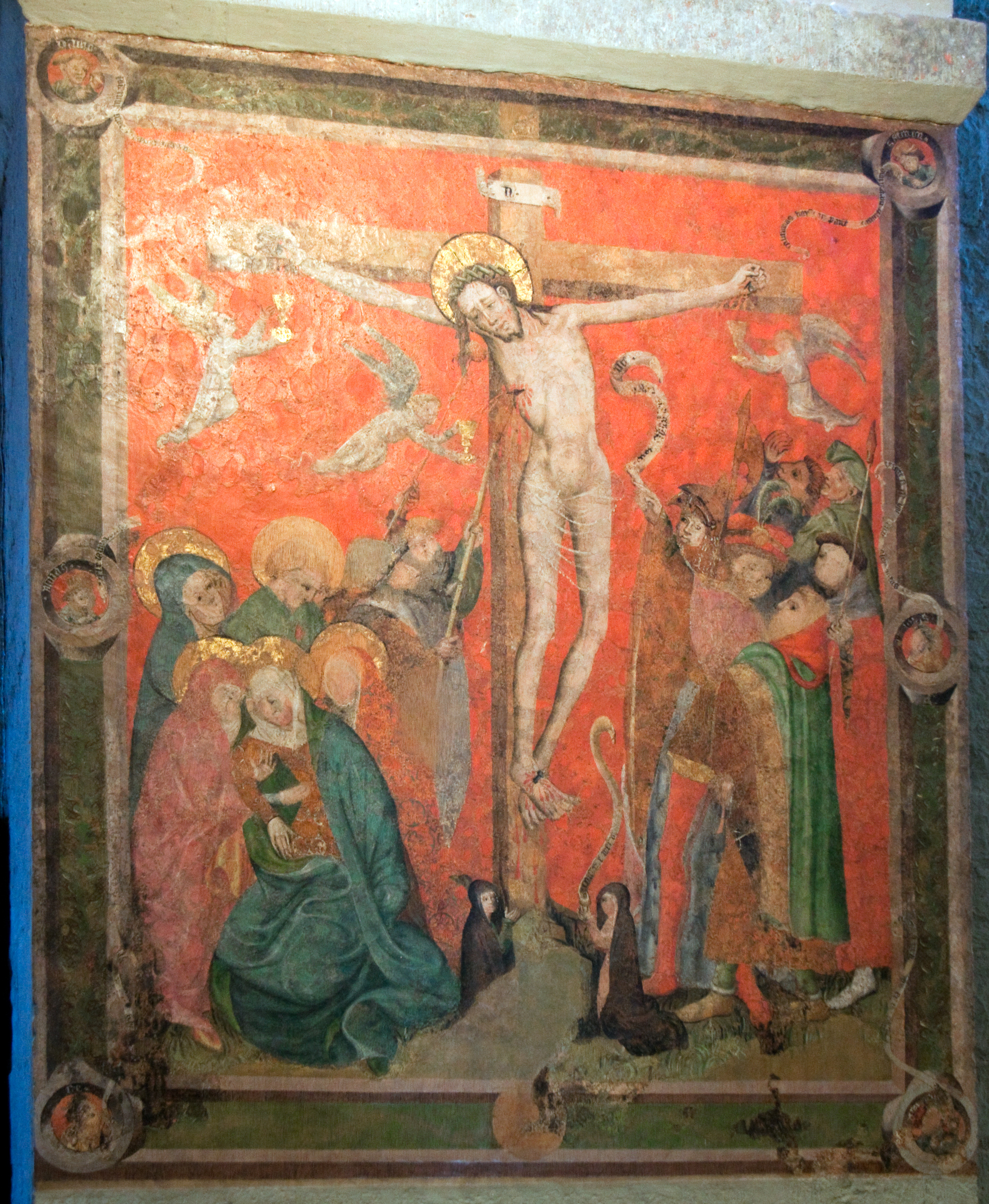
Wandmalerei

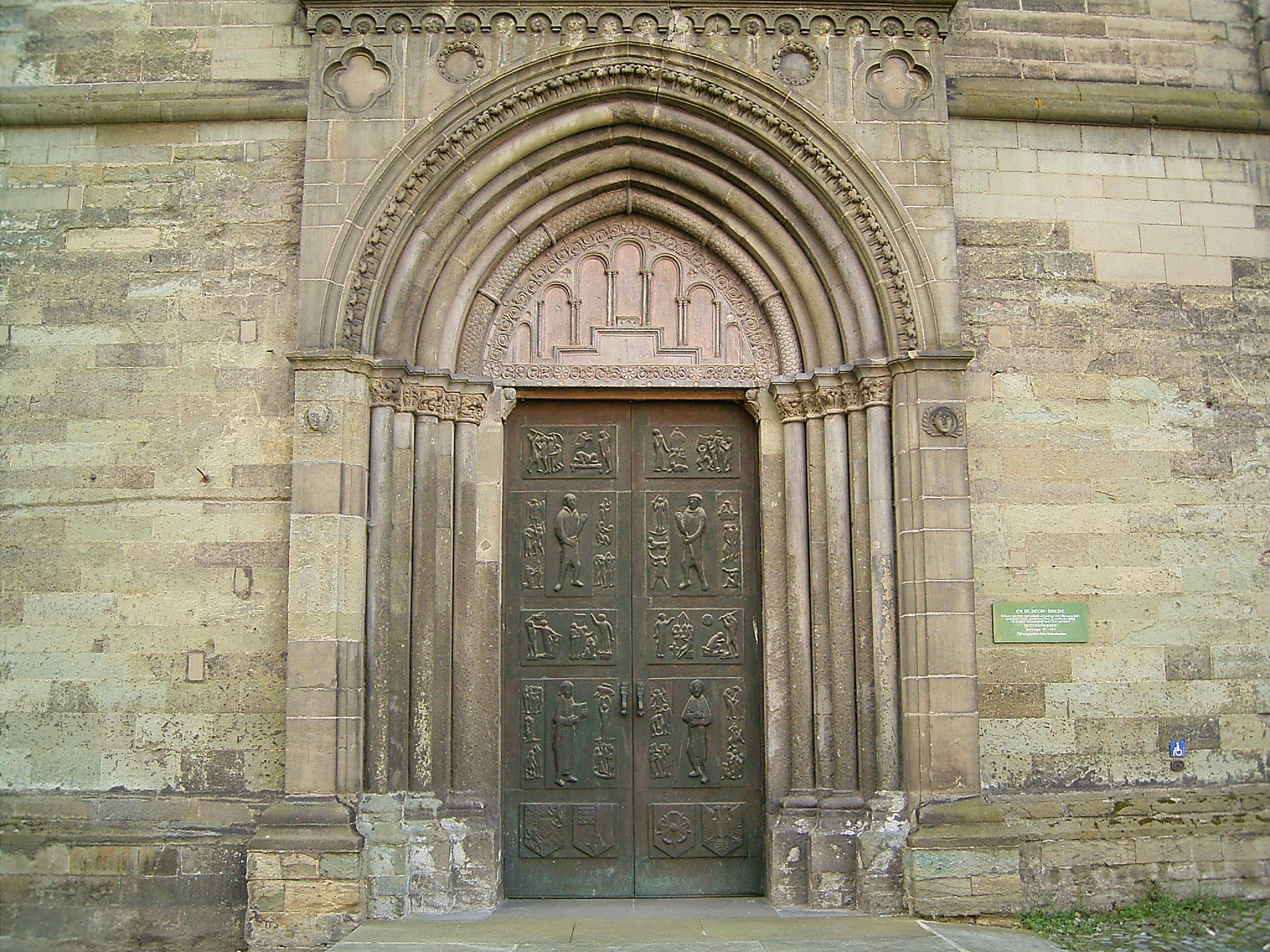
Nordportal (Reformationsportal) mit Bronzetür von Thomas Walter Casanova

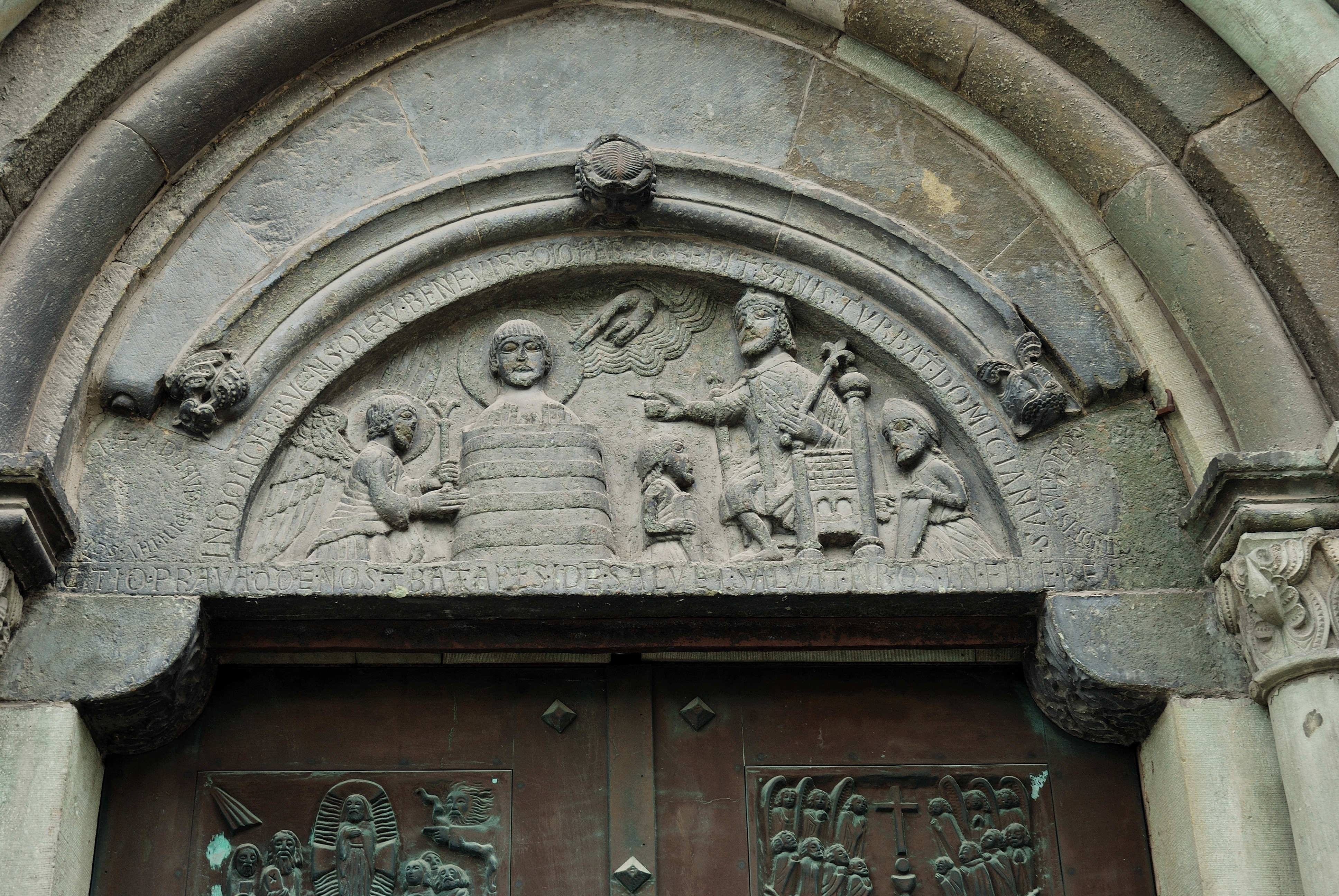
Südportal, Detailansicht

Eine Vorgängerkirche aus der Zeit um 800 war eine einschiffige Saalkirche mit eingezogenem Chor. Sie wurde im Zusammenhang mit den Bemühungen Karls des Großen gegründet, den Norden Deutschlands zu christianisieren. St. Petri gehört zu den Urpfarreien in Westfalen. Infolge des Wachstums der Stadt in den folgenden Jahrhunderten wurde die Kirche zu klein; es mussten neue Kirchen gebaut oder die alten erweitert werden. Die heutige Kirche wurde 1150 geweiht. Ihr ursprünglicher Charakter als dreischiffige romanische Basilika ist innen wie außen deutlich erkennbar. Kaiser Barbarossa besuchte die Kirche im Jahr 1152. Um 1180 wurde an der Nordseite eine zweigeschossige Vorhalle, das sogenannte Paradies, angefügt. Im 13. Jahrhundert wurde anstelle der ursprünglichen kleinen Apsis ein großer gotischer Chor angefügt. Es folgten mehrfache Umbauten, unter anderem der Einbau von Emporen in die Seitenschiffe. Der Turm erhielt zum Ende des 14. Jahrhunderts ein weiteres Geschoss, das mit einer gotischen Spitzhaube bekrönt war.
1709 bekam die Kirche nach einem Turmbrand die dreistöckige barocke Haube, die für sie heute kennzeichnend ist. Die Kirchenfenster aus der Zeit von 1876 bis 1881 fielen den Auswirkungen des Ersten Weltkriegs zum Opfer. Entsprechend dem damaligen Zeitgeschmack wurde die ehemals ornamentale, romanische Ausmalung der Gewölbe aufgedeckt und in intensiver Farbgebung rekonstruiert. Gleichzeitig wurden die gotischen Wandbilder, dem Geschmacksempfinden entsprechend, überstrichen. Diese Maßnahmen wurden bei der Renovierung in den Jahren von 1930 bis 1933 teilweise rückgängig gemacht; die gotischen Tafelbilder wurden aufgedeckt und die romanische Bemalung weiß überstrichen. Gegen Ende des Zweiten Weltkriegs im Jahr 1945 detonierte zwischen den Kirchen St. Patrokli und St. Petri eine Luftmine, die den Chorraum und den barocken Hochaltar zerstörte. Wandmalereien, Gemälde, Kirchenbänke und Abendmahlsgeräte wurden teilweise stark beschädigt. 1948 wurde eine provisorische Wand hochgezogen, die den zerstörten Chor vom Hauptschiff trennte. Ein erster Gottesdienst in der nun verkürzten Kirche konnte im August 1948 stattfinden; der Chor wurde ab 1949 wieder aufgebaut und 1958 eingeweiht.
Der älteste Teil des Gebäudes ist die Turmhalle. In den Säulen sind teilweise tiefe Wetzrillen zu sehen; sie entstanden durch das Wetzen von Schwertklingen. Die früher in der Kirche verteilten Grabplatten fanden 1945 ihre jetzigen Plätze. Das sogenannte Paradies ist die Eingangshalle des Nordportals; es wurde früher, als die Kirche noch von einem Friedhof umgeben war, als Trauerhalle genutzt. Ein um 1400 entstandenes Bild aus der Werkstatt des Conrad von Soest zeigt auf einem auffälligen roten Hintergrund die Kreuzigung Christi. Unter dem Kreuz stehen Maria, Johannes und eine Gruppe von Frauen. Darunter ist zu sehen, wie die Soldaten Christus entkleiden und um seine Kleider würfeln. Typisch für die Kirche ist, dass jede Zeit in ihr Spuren hinterlassen hat. Die alte Romanik des Westteils kontrastiert mit der Gotik des Chorraums und den geschwungenen Formen des Barock. Die Kirchenkunst des 20. Jahrhunderts ist ebenfalls stark repräsentiert, da nach den Zerstörungen des Zweiten Weltkriegs vieles neu erschaffen werden musste. So stammen Kirchenfenster und Portale aus den 1950er und 1960er Jahren, der gläserne Hauptaltar aus dem Jahr 1994.
Sehenswert im Innern sind insbesondere die romanische Deckenbemalung, die gotischen Wandmalereien (Conrad von Soest), der Klepping- bzw. Barbara-Altar (ein Antwerpener Retabel, um 1520), ein Triumphkreuz aus dem 14. Jahrhundert, die Apostelfenster Petrus und Paulus (um 1300), die Barockkanzel (1693) und der Glasaltar (1994). Am 1. Advent 2006 wurde die neue Orgel der Kirche (50 Register, drei Manuale) eingeweiht. Über die Grenzen von Soest hinaus ist die Petrikirche auch deshalb bekannt, weil von ihrem Turm aus an jedem Heiligabend das sogenannte Soester Gloria gesungen und gespielt wird.
Das Gebäude ist durch zwei Portale je in der Wand des nördlichen und südlichen Seitenschiffes erschlossen. Früher war das Nordportal, das dem Rathaus gegenüberliegt, der Haupteingang. Hier zogen die Ratsherren feierlich in die Kirche. Die von dem Bildhauer Thomas Walter Casanova 1968 gestaltete Eingangstür zeigt Szenen aus der Soester Reformationsgeschichte. Die Bronzetür im Südportal ist eine Arbeit Fritz Viegeners von 1958 und zeigt Darstellungen aus der Apokalypse des Johannes. Aus der zweiten Hälfte des 12. Jahrhunderts stammt das Tympanon; es zeigt die Siedung des Apostels Johannes vor Kaiser Domitian. Daneben ist ein bärtiger Engel zu sehen. Ein kleiner Raum auf der linken Seite – im Volksmund „Herrenchörchen“ genannt – diente den Ratsherren als Platz während der Gottesdienste. Die beiden Fenster zeigen die Apostel Petrus und Paulus. Auf einer Säule gegenüber ist eine auf den Baumeister hinweisende Inschrift erhalten: HERRENFRIDUS ME FECIT (Herrenfrid hat mich gemacht).

### Kirchenfenster
Die Kirchenfenster wurden von 1958 bis 1971 erneuert; die Entwürfe zu den Fenstern im Chor stammen von Vincenz Pieper, die der Seitenchöre von Claus Wallner. Die Türen des Viegenerportals, des Paradiesportals und des Reformationsportals wurden von 1958 bis 1968 ausgetauscht. Von 1960 bis 1962 wurde eine Innenrenovierung vorgenommen, bei der der romanische Charakter im Vordergrund stand. Bei der Neugestaltung des Altarraumes in den Jahren 1985 bis 1994 bekam der Taufstein einen neuen Standort beim nördlichen Seitenaltar; der Kleppingaltar wurde einer Restaurierung unterzogen; der neue Altar aus Glas bekam seinen Platz in der Vierung.
- Die Fenster von Claus Wallner am Taufstein entstanden 1958; sie zeigen Szenen aus dem Alten Testament, wie die Geschichte von der Vertreibung aus dem Paradies, den zehn Geboten und der Arche Noah.
- Die Fenster von Vincent Pieper wurden 1960 angefertigt; sie zeigen Darstellungen aus dem neuen Testament: die Geburt Jesu, das Leben Jesu, die Passion, das Osterfest, das Pfingstfest.
- Die Fenster im südlichen Chor stammen ebenfalls von Wallner; sie zeigen Szenen aus dem Leben der Apostel Petrus und Paulus.[10]
- Das gotische Fenster an der Südseite mit dem Thema „neue Schöpfung“ und die blaue Rosette an der Nordseite mit dem Thema „erste Schöpfung“ schuf Frère Marc aus Taizé.

### Orgel

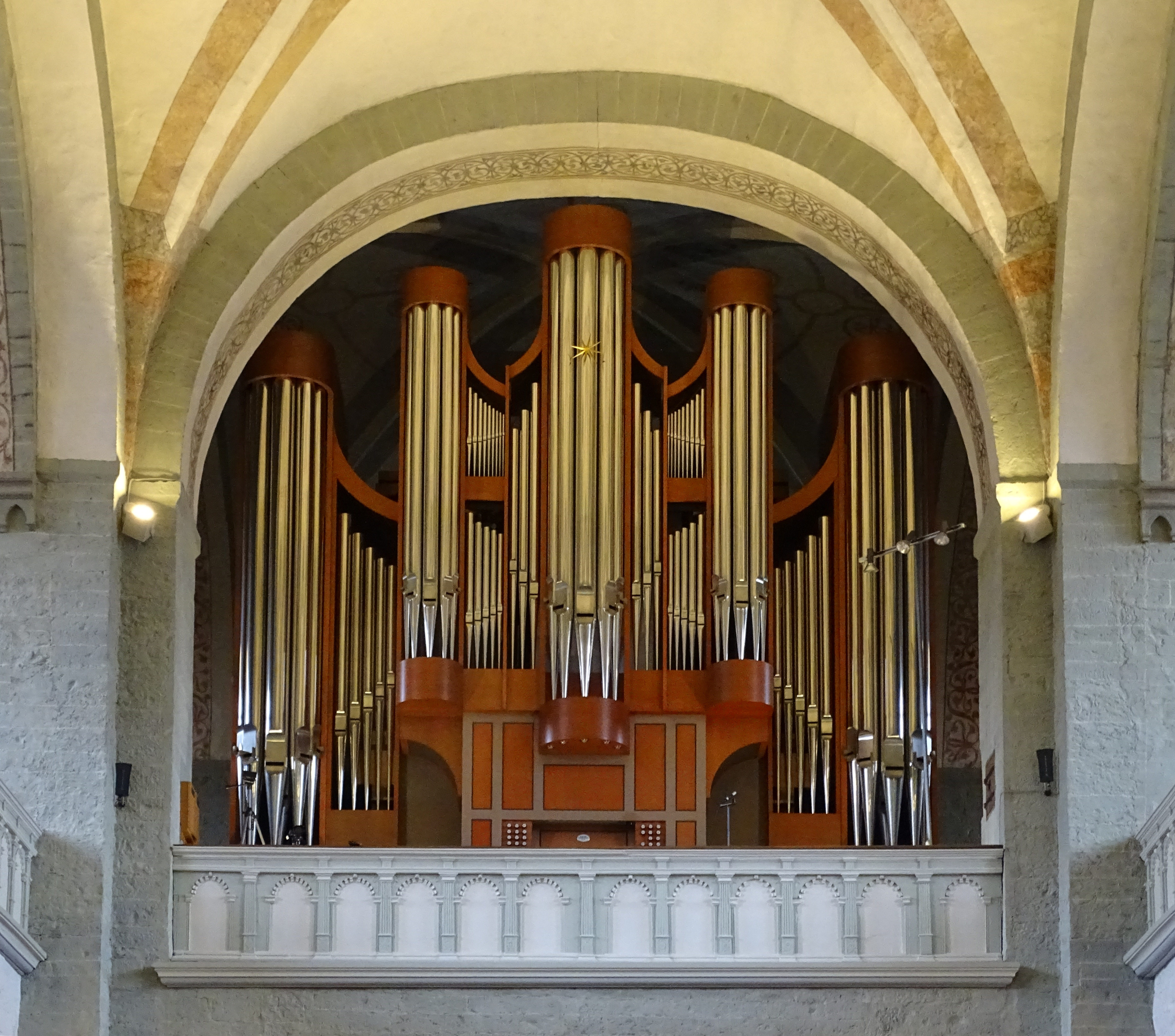
Orgel

Bereits im 13. Jahrhundert lässt sich die Benutzung einer Orgel für die Petrikirche nachweisen. Genaue Angaben lassen sich aber erst über die Instrumente zu Beginn des 17. Jahrhunderts machen. 1611–17 fertigte Johann Busse (wahrscheinlich ein Schüler Marten de Mares), der als Organist an der Wiesenkirche wirkte, in mehreren Bauabschnitten ein dreimanualiges Werk mit Pedal, welches allerdings schon bald nicht mehr den gottesdienstlichen Anforderungen genügte. 1650 gab die Gemeinde daraufhin beim Meister Hans Heinrich Reinking (Herford) ein neues Instrument in Auftrag, welches auf der Westempore (neben der damals dort befindlichen Bibliothek) aufgestellt wurde. Die alte Busse-Orgel verblieb vorerst auf ihrer Empore im südlichen Chorraum, bis sie 10 Jahre später nach Unna verkauft wurde. Im Jahr 1704 versetzte man die Reinking-Orgel auf diese Orgelbühne. Diese große Orgel mit Schleif- und Springladen blieb bis zur Mitte des 19. Jahrhunderts erhalten, als sich der Musikgeschmack erneut stark verändert hatte und der Wunsch nach einem Instrument aufkam, auf dem die zeitgenössische romantische Konzertmusik adäquat darzustellen wäre.
Aus den namhaften Bewerbern um den Neubau wurde die Firma Schulze (aus Paulinzella) ausgewählt, welche 1865–67 eine 38-registrige mechanische Schleifladenorgel lieferte und sie auf der Westempore installierte. Zur Einweihung kamen die damals weltbekannten Fachleute Jan van Eyken (Komponist und Orgelvirtuose aus Elberfeld) und der Orgeltheoretiker Johann G. Töpfer. Das Instrument wurde im Zweiten Weltkrieg stark beschädigt und nach dem Ende des Krieges durch die Firma Kemper Orgelbau restauriert und im Sinne der Orgelbewegung (aber wohl nicht zum Vorteil für das Werk) auf ca. 50 Register erweitert. Für die Restaurierung der Kirche, und auch um die Kaiserloge frei zu machen, wurde in den 1960er Jahren die Schulze-Kemper-Orgel abgebaut und nach Abschluss der Arbeiten nicht wieder aufgestellt, sondern in Einzelteilen an interessierte Bürger verkauft. Stattdessen kaufte die Gemeinde eine alte Steinmeyer-Orgel aus der Sebalduskirche in Nürnberg und ließ sie 1977 mit einigen Veränderungen auf der nördlichen Empore vor dem Kreuzschiff aufstellen. Das Instrument war allerdings klanglich eher unbefriedigend und durch die vielen Eingriffe im Laufe seiner Geschichte (ursprünglich war es 1904 für die Jakobskirche in Oettingen in Bayern gebaut worden) kein einheitlicher Klangkörper mehr. Zudem traten mehr und mehr Defekte in immer kürzeren Zeitabständen auf. Ein Gutachten des Orgelsachverständigen Martin Blindow erklärte, dass eine Beseitigung der Mängel in keinem vertretbaren Verhältnis zu dem finanziellen Aufwand stünde, und empfahl einen Neubau.
1998 folgte der Auftrag an die Freiburger Orgelbaufirma Hartwig Späth zur Herstellung und Lieferung einer Orgel mit 42 Registern. Diese heutige Orgel wurde 2006 fertiggestellt, aufgebaut und von Reiner Janke intoniert. Sie steht wieder auf der Westempore und hat 50 Register (incl. 3 Transmissionen und eines Vorabzugs) auf drei Manualen und Pedal.
| I Hauptwerk C–g3 |                    |       |
| 01.              | Bordun             | 16′   |
| 02.              | Prinzipal          | 08′   |
| 03.              | Rohrflöte          | 08′   |
| 04.              | Flûte harmonique 0 | 08′   |
| 05.              | Viola da Gamba     | 08′   |
| 06.              | Oktave             | 04′   |
| 07.              | Gedecktflöte       | 04′   |
| 08.              | Oktave             | 02′   |
| 09.              | Mixtur major III   | 02′   |
| 10.              | Mixtur minor II    | 02⁄3′ |
| 11.              | Cornett V          | 08′   |
| 12.              | Fagott             | 16′   |
| 13.              | Trompete           | 08′   |
|                  | Tremulant          |       |

| II Positiv C–g3 |                       |        |
| 14.             | Holzprinzipal         | 08′    |
| 15.             | Holzgedeckt           | 08′    |
| 16.             | Salizional            | 08′    |
| 17.             | Prinzipal             | 04′    |
| 18.             | Flöte                 | 04′    |
| 19.             | Sesquialter I         | 2 ⁄3′  |
| 20.             | Sesquialter II        | 1 3⁄5′ |
| 21.             | Doublette             | 02′    |
| 22.             | Octävlein             | 01′    |
| 23.             | Scharff IV            | 1 ⁄3′  |
| 23.             | Quinte (aus Nr. 23) 0 | 1 ⁄3   |
| 24.             | Cromorne              | 08′    |
|                 | Tremulant             |        |

| III Schwellwerk C–g3 |                   |        |
| 25.                  | Flûte traversière | 08′    |
| 26.                  | Cor de nuit       | 08′    |
| 27.                  | Gambe             | 08′    |
| 28.                  | Voix céleste      | 08′    |
| 29.                  | Prestant          | 04′    |
| 30.                  | Flûte octaviante  | 04′    |
| 31.                  | Nazard            | 2 ⁄3′  |
| 32.                  | Octavin           | 02′    |
| 33.                  | Tierce            | 1 3⁄5′ |
| 34.                  | Plein jeu         | 2 ⁄3′  |
| 35.                  | Trompette harm. 0 | 08′    |
| 36.                  | Hautbois          | 08′    |
| 37.                  | Voix humaine      | 08′    |
| 38.                  | Clairon           | 04′    |
|                      | Tremulant         |        |

| Pedal C–f1 |                    |         |
| 39.        | Prinzipalbass      | 16′     |
| 40.        | Subbass            | 16′     |
| 41.        | Echobass (Nr. 1) 0 | 16′     |
| 42.        | Quintbass          | 10 2⁄3′ |
| 43.        | Octavbass          | 08′     |
| 44.        | Violon (Nr. 5)     | 08′     |
| 45.        | Bordun             | 08′     |
| 46.        | Octavbass          | 04′     |
| 47.        | Mixturbass IV      | 2 ⁄3′   |
| 48.        | Bombarde           | 16′     |
| 49.        | Fagott (Nr. 12)    | 16′     |
| 50.        | Trompetbass        | 08′     |

- Koppeln:
  - Normalkoppeln: II/I, III/I, III/II, I/P, II/P, III/P
  - Superoktavkoppel: III/P
  - Suboktavkoppel: III/III
- Nebenregister: Cymbelstern

### Glocken

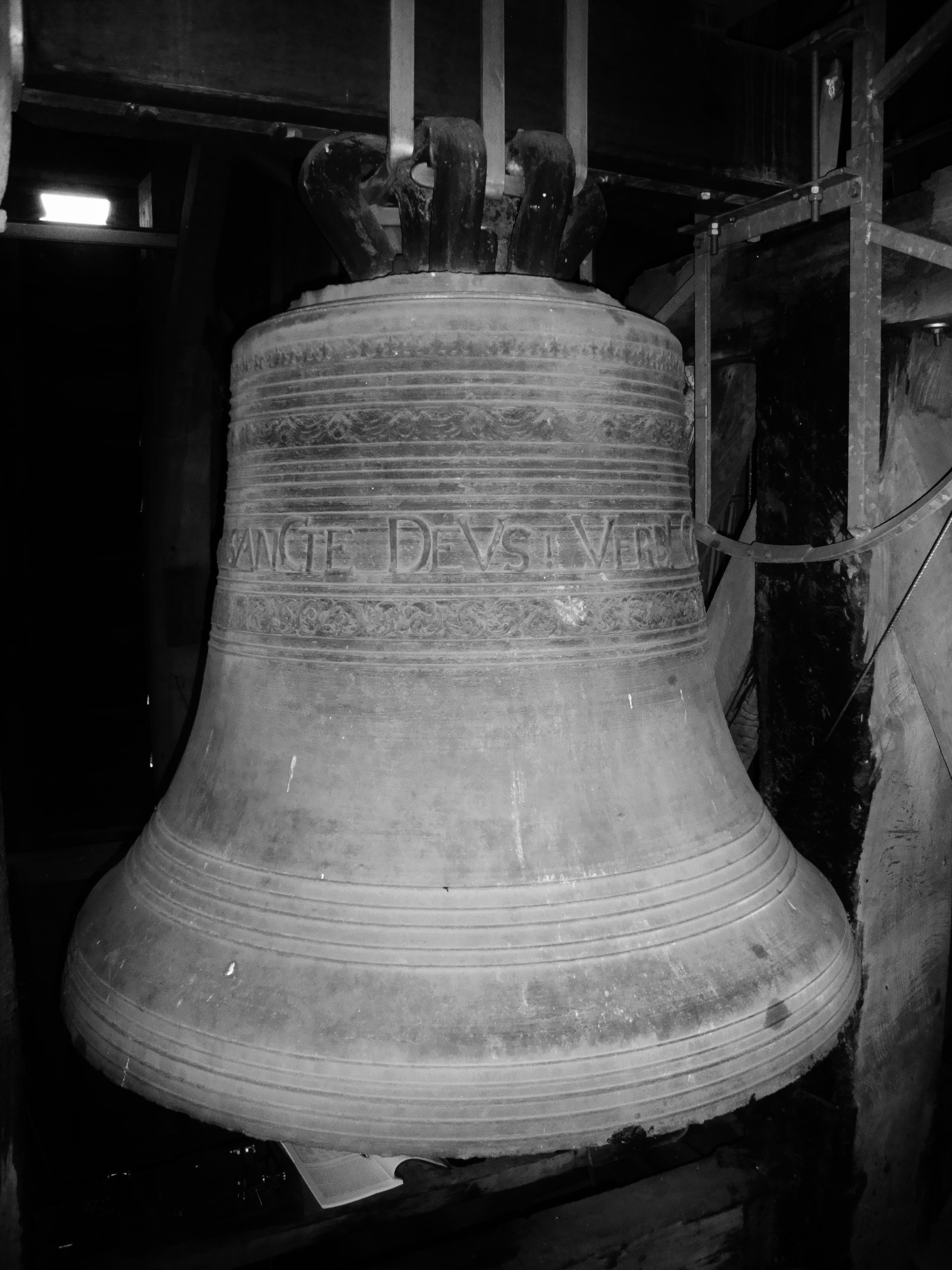
Bäckerglocke von 1711

Im Turm hängen sechs Glocken, von denen die vier großen geläutet werden; die beiden kleinen dienen als Uhrschlagglocken. Beim Brand des Turmes 1702 wurde das alte Geläut vernichtet. Die 1711 gegossene Bäckerglocke ersetzte eine städtische Glocke, die von St. Patrokli überwiesen worden war. Die vierte Glocke von 1991 ersetzte die Lutherglocke von 1933, welche ihrerseits die sogenannte Leineweberglocke von 1801 als Vorgänger hatte. Beide Glocken mussten in den Weltkriegen abgeliefert werden. Das Geläut von St. Petri führt Glocken von Meister de la Paix und Schüler Stule zusammen. Zum Betläuten erklingt Glocke 4, das reguläre Sonntagsgeläut bilden die Glocken 4, 3 und 2.
| Nr. | Name                 | Gussjahr | Gießer                                           | Durchmesser (mm) | Masse (kg, ca.) | Schlagton (HT-1/16) |
| 1   | Feuerglocke          | 1702     | Johann Georg de la Paix & Bernhard Wilhelm Stule | 1.610            | 2.600           | h0 –4               |
| 2   | Bäckerglocke         | 1711     | Bernhard Wilhelm Stule                           | 1.396            | 1.650           | cis1 –1             |
| 3   | –                    | 1702     | Johann Georg de la Paix & Bernhard Wilhelm Stule | 1.227            | 1.100           | e1 –7               |
| 4   | Taufglocke           | 1991     | Karlsruher Glocken- und Kunstgießerei            | 0.990            | 0.690           | gis1                |
| I   | Stundenglocke        | 1711     | Bernhard Wilhelm Stule                           | 0.663            |                 | d2 –7               |
| II  | Viertelstundenglocke | 1956     | Glocken- und Kunstgießerei Rincker               |                  |                 | e2                  |

## Ausstattung
- Ein acht Meter hoher barocker Hauptaltar kam 1647 in die Kirche; er wurde im Zweiten Weltkrieg zerstört.[13]

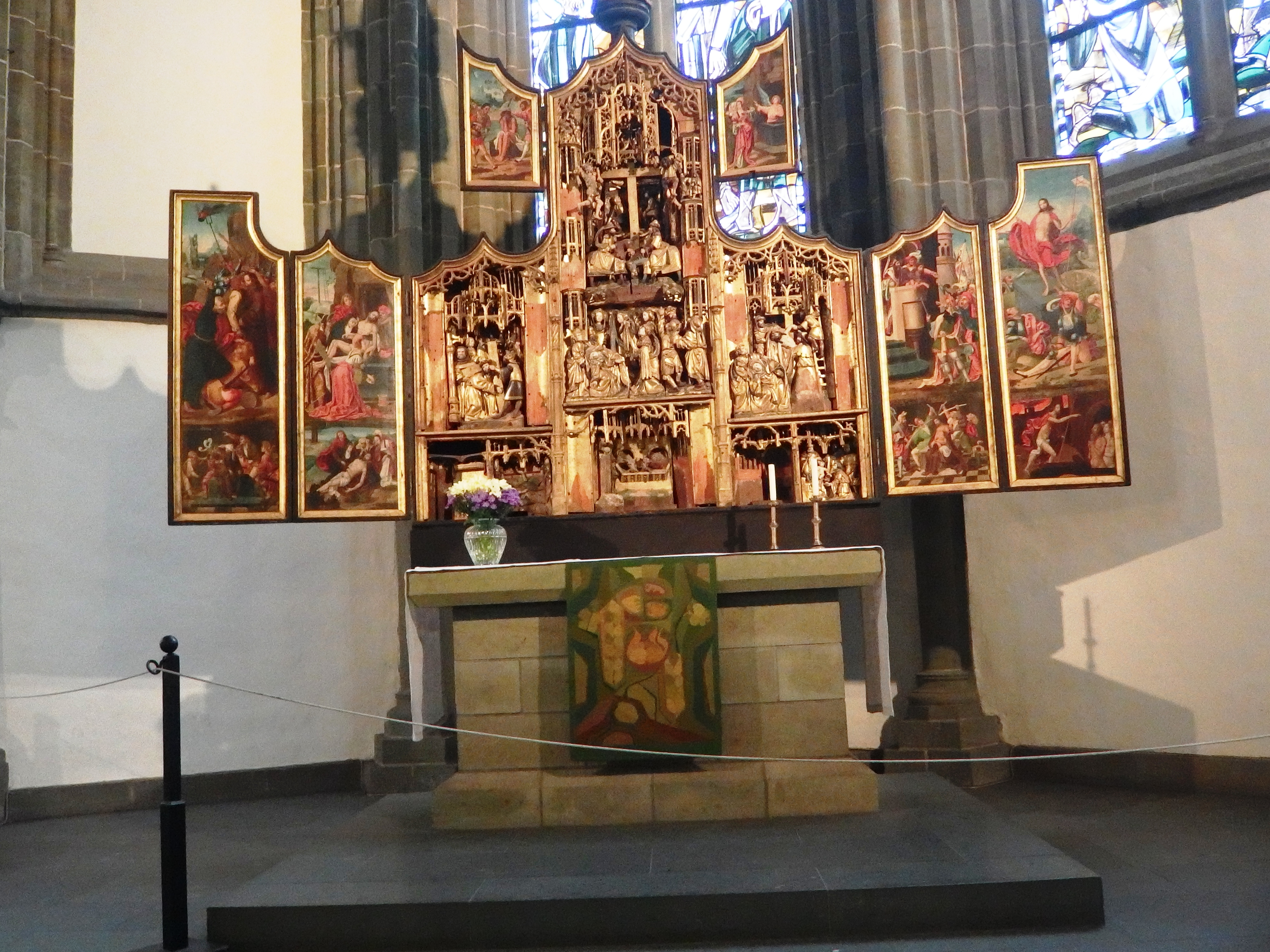
Klepping-Altar

- Der Klepping-Altar wurde um 1525 in Antwerpen gebaut; er trägt die Zeichen der Lukasgilde und ist eine Stiftung einer Familie Klepping. Der mittlere Teil ist mit Schnitzfiguren besetzt und mit einer Figur der Barbara bekrönt; die beiden Außenflügel sind bemalt. Während der Passionszeit wird der Altar verhüllt.[14]
- Die reich geschmückte barocke Kanzel wurde von 1692 bis 1693 von Johann Sasse aus Attendorn erschaffen. Sie trägt Figuren der vier Evangelisten, des Apostels Petrus und die allegorischen Gestalten Glaube, Liebe, Hoffnung und Stärke. Petrus wird nicht mit einem Schlüssel, sondern mit einem krähenden Hahn gezeigt. Der Hahn krähte laut Neuem Testament, als Petrus Jesus verleugnete. Der Schalldeckel ist mit einer großen Christusfigur bekrönt.[15]
- Das Triumphkreuz zeigt den gekreuzigten Christus, flankiert von Maria und Johannes. In der Fassung aus Metall im Korpus des Christus befand sich einst ein Bergkristall. Die vier Medaillons an den Enden der Kreuzbalken zeigen die Evangelistensymbole. Die flankierenden Figuren sowie das Kreuz stammen aus dem 14. Jahrhundert; der Korpus ist eine Arbeit des 15. Jahrhunderts.[16]
- Der Taufstein in Form eines Kelches ist eine Arbeit des 15. Jahrhunderts; er ist an der Außenseite mit einer Szene der Taufe Jesu und mit den Heiligen drei Königen verziert.
- Da der barocke Altar dem letzten Weltkrieg zum Opfer fiel, wurde 1994 ein neuer schlichter Altar aus Stahl, Glas und Stein aufgestellt; das dazugehörende Kreuz fand 2001 seinen Platz.[17]
- Der älteste und wertvollste Abendmahlskelch ist der Nesterkelch, auf dem drei Vogelnester abgebildet sind. Auf einem nährt ein Pelikan seine Jungen mit seinem Blut, auf dem zweiten steigt ein Phönix aus der Asche auf, auf dem dritten breitet ein Adler seine Flügel aus. Diese Bilder symbolisieren den Opfertod, die Auferstehung und die Himmelfahrt Christi. Die Stifter des Kelches, deren Namen nicht überliefert sind, sind am Fuß abgebildet. Zu sehen sind eine Frau und ein Mann, die vor dem gekreuzigten Christus knien; auf dem Spruchband ist zu lesen: miserere m(e)i d(omi)ne.[18]
- Eine kleine Petrusstatue ist eine Arbeit aus den ersten Jahrzehnten des 14. Jahrhunderts; sie wurde in der Werkstatt des Zigefridus von Soest aus vergoldetem Kupfer hergestellt und diente ursprünglich als Reliquiar.[19]

## Sonstiges
Auf dem südlichen Vorplatz von St. Petri steht seit 1989 der Aldegrever-Brunnen.